# رودخانه کوآلو
رودخانه کوآلو رودخانه ای در شمال سوماترا ، اندونزی ، حدود 1600 کیلومتری شمال غربی پایتخت جاکارتا .  

## جغرافیا
این رودخانه در ناحیه شمالی سوماترا با آب و هوای عمدتاً استوایی جنگل های بارانی جریان دارد (در طبقه بندی آب و هوای کوپن-گایگر به عنوان Af تعیین شده است).  میانگین دمای سالانه این منطقه 21 درجه سانتی گراد است. گرم ترین ماه مارس است که میانگین دما حدود 26 درجه سانتیگراد است و سردترین آن در ماه اکتبر که 20  درجه سانتی گراد است.  میانگین بارندگی سالانه 3730 میلی متر است. مرطوب ترین زمان در ماه اکتبر با میانگین 491 میلی متر باران می بارد و خشک ترین آن در ماه مارس با 136 میلی متر بارندگی است .